# Battitore designato

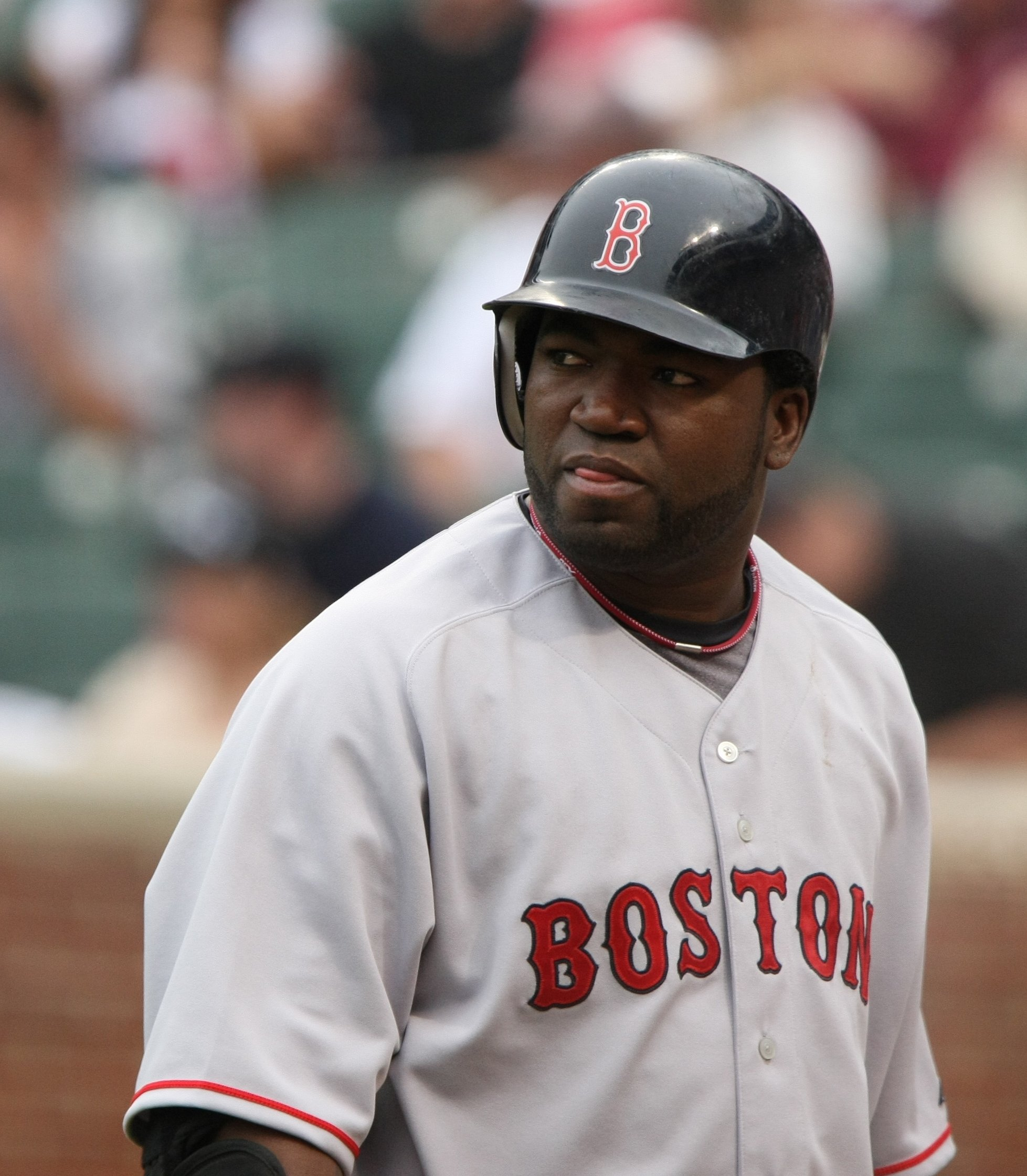
David Ortiz, uno dei battitori designati di maggior successo

Il battitore designato (DH, Designated Hitter) è il ruolo speciale del baseball introdotto nel 1973 dalla American League per sostituire il lanciatore nel suo turno in battuta. La National League ha adottato il ruolo una prima volta nella stagione 2020 e poi stabilmente dal 2022; in precedenza, nelle World Series, il battitore designato veniva usato solo nelle partite giocate in casa dalla squadra campione della American League.
Il battitore designato non è chiamato a ricoprire alcun ruolo in difesa, e può essere sostituito solo da un altro giocatore non entrato in campo. Tuttavia, può in qualsiasi momento sostituire un difensore, ma in tal caso la sua squadra rinuncerebbe al ruolo per il resto della partita, e lascerebbe aperto un posto nell'ordine di battuta che dovrebbe essere riempito da un pinch hitter, un battitore subentrante.

## Storia e controversie del ruolo
Storicamente, salvo rare eccezioni come quella di Babe Ruth, i lanciatori non sono validi battitori: per questo, e per venire incontro alle esigenze dei tifosi, in un periodo, i primi anni settanta dominati dalle grandi prestazioni dei lanciatori e dai punteggi molto bassi, la American league decise l'introduzione di un nuovo ruolo specializzato nel solo fondamentale della battuta, che non fosse vincolato a ruoli difensivi, destinato a sostituire il lanciatore nel suo turno alla battuta, aumentando così le possibilità di punti e fuoricampo.
L'introduzione del nuovo ruolo diede anche la possibilità ai manager delle squadre di ruotare più giocatori, di concedere un giorno di parziale riposo a un titolare, e di schierare un battitore sempre pericoloso per il lanciatore avversario, scegliendo ad esempio un battitore designato mancino per affrontare un lanciatore destro, e viceversa. Nel baseball recente, è diventato sempre più raro l'utilizzo di battitori designati fissi, preferendo gli allenatori utilizzare il ruolo per dare un giorno di parziale riposo a giocatori a turno. Nella stagione 2005, solo David Ortiz, Travis Hafner, Carl Everett e Raúl Ibañez hanno avuto più di 300 apparizioni al piatto come battitori designati.
I puristi del gioco non hanno mai apprezzato l'introduzione del battitore designato, che di fatto toglie uno degli elementi essenziali del gioco stesso, cioè il fatto che ogni giocatore deve battere e giocare in difesa, in quanto il battitore designato non gioca mai in difesa, salvo sostituzioni, mentre il lanciatore non ha mai obblighi in battuta. I sostenitori del ruolo puntano invece sul fatto che lo stesso ha consentito di allungare la carriera di molti giocatori, come George Brett, Carl Yastrzemski e Paul Molitor, utilizzati come battitore designato nella parte finale delle loro carriere, e che consente anche di vedere in campo più a lungo i lanciatori partenti, considerato che i manager non si sentono obbligati a cambiarli nel finale di partite molto equilibrate per ottenere un vantaggio in battuta.